# Štip
Štip ([ʃtip] en macedonio: Штип) es una ciudad localizada en el oeste de Macedonia del Norte y sede administrativa de la municipalidad homónima.

## Historia

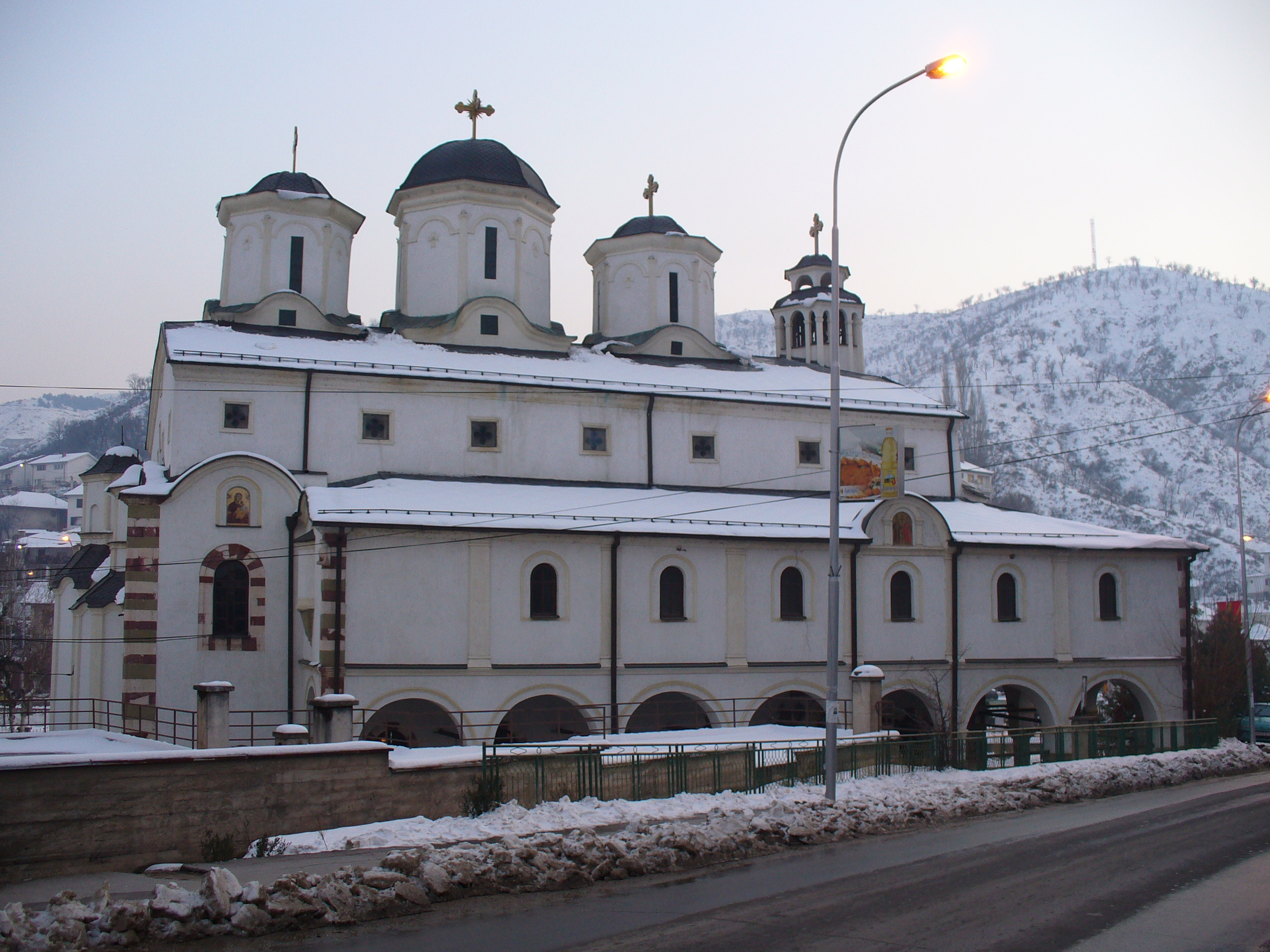
Iglesia de San Nicolás.

### Edad Antigua
Es probable que la capital de la casa real de Paeonian estuviera en el área de Astibus (Astivos, Άστιβος en griego antiguo).
Los peonios estaban situados en la región al oeste de la fértil de la cuenca del río Axios, alrededor de los siglos V y IV a. C. Las dos tribus que vivían a lo largo del río Astibo, un estuario del Eje, eran los Derrones, nombrados en honor a su dios de la curación, Darron, y los Laeanos, que acuñaron sus propias monedas pesadas como un signo de su soberanía siguiendo el ejemplo de las Ciudades-estado griegas en Chalkidiki. Aunque estas tribus se debilitaron en gran medida por la invasión persa del 480 a. C., dirigida por el rey Jerjes I, siguieron siendo un poder formidable y un pueblo bien organizado, conocido por la producción de sus monedas excepcionalmente pesadas con emblemas que incluyen especímenes domesticados de las aurocas salvajes. por lo que Paeonia también fue famosa. Fueron absorbidos por el imperio macedonio por Alejandro I antes del 360 a. C.
El área en sí se menciona por primera vez en los escritos del historiador Polien del siglo III a. C., que habla de un río llamado "Astibo", que hoy se supone que es el río Bregalnica. Polien también afirma que los emperadores de Paeonian fueron coronados en Astibo. Y que le da el nombre antiguo de la ciudad como hidrónimo del mismo río.
La primera mención de un asentamiento data del reinado del emperador romano Tiberio (14-37 d. C.), cuando se menciona a Estipeon como un asentamiento importante en la provincia romana de Paeonia y la segunda parada en el camino romano de Stobi a Pautalia.
En el siglo VI, los eslavos asaltaron los Balcanes y destruyeron el asentamiento bizantino, y la tribu eslava de sagudats se instaló permanentemente en el área.
En el siglo IX, Cirilo y Metodio cruzaron esta región y la cristianizaron, camino a Gran Moravia.

### Edad Media
Muchos gobernantes controlaron el área de Štip durante la Alta Edad Media.
Štip era parte del Primer Imperio búlgaro, pero después de la victoria bizantina en la Batalla de Clidio en 1014 cayó nuevamente bajo el dominio bizantino hasta el restablecimiento del Segundo Imperio búlgaro en 1185.
Desde mediados del siglo XIII, la ciudad cambió de manos varias veces.
En 1284, el rey serbio Stefan Milutin conquistó la región; mencionó Štip explícitamente en 1308 y no quiso cederlo a los bizantinos.
En 1334, la Iglesia del Santo Arcángel en Štip, construida por protosebastos Hrelja que mantenía la región bajo la corona serbia, se le concedió (Metoquión) según su deseo a Hilandar, en una carta del rey Stefan Dušan.
La región fue anexionada por el Imperio otomano después de una redada en 1385. Era conocido como İştip y se convirtió en asiento de un sanjak.

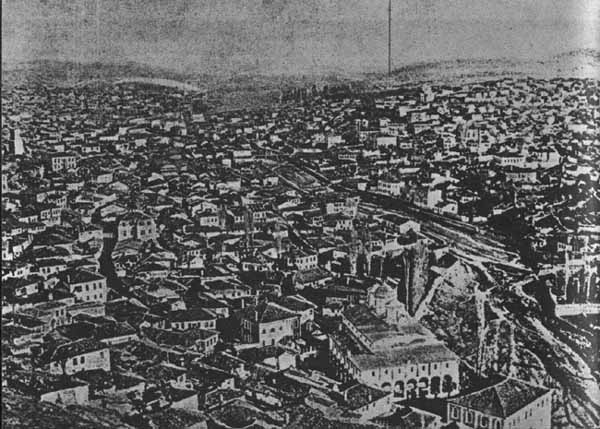
Štip a finales del siglo XIX

Hay poca información sobre el desarrollo de Štip durante el dominio otomano que continuaría durante los próximos cinco siglos, interrumpido solo durante 1689-1690 cuando la ciudad fue invadida por los austriacos durante dos años. A finales del siglo XIX y principios del XX, Štip era parte del Valiato de Kosovo del Imperio otomano.

### sigloXX
En 1912, al comienzo de las Guerras de los Balcanes, Štip y sus alrededores fueron ocupados por Bulgaria. Pero la derrota de Bulgaria por sus antiguos aliados de Serbia y Grecia, en 1913, resultó en la anexión al Reino de Serbia. Stip fue retomado por Bulgaria desde 1915-18.
Los acontecimientos relacionados con el Reino de Serbia significaron que Štip se convirtió en parte del Reino de los serbios, croatas y eslovenos junto con el resto de Vardar Macedonia.

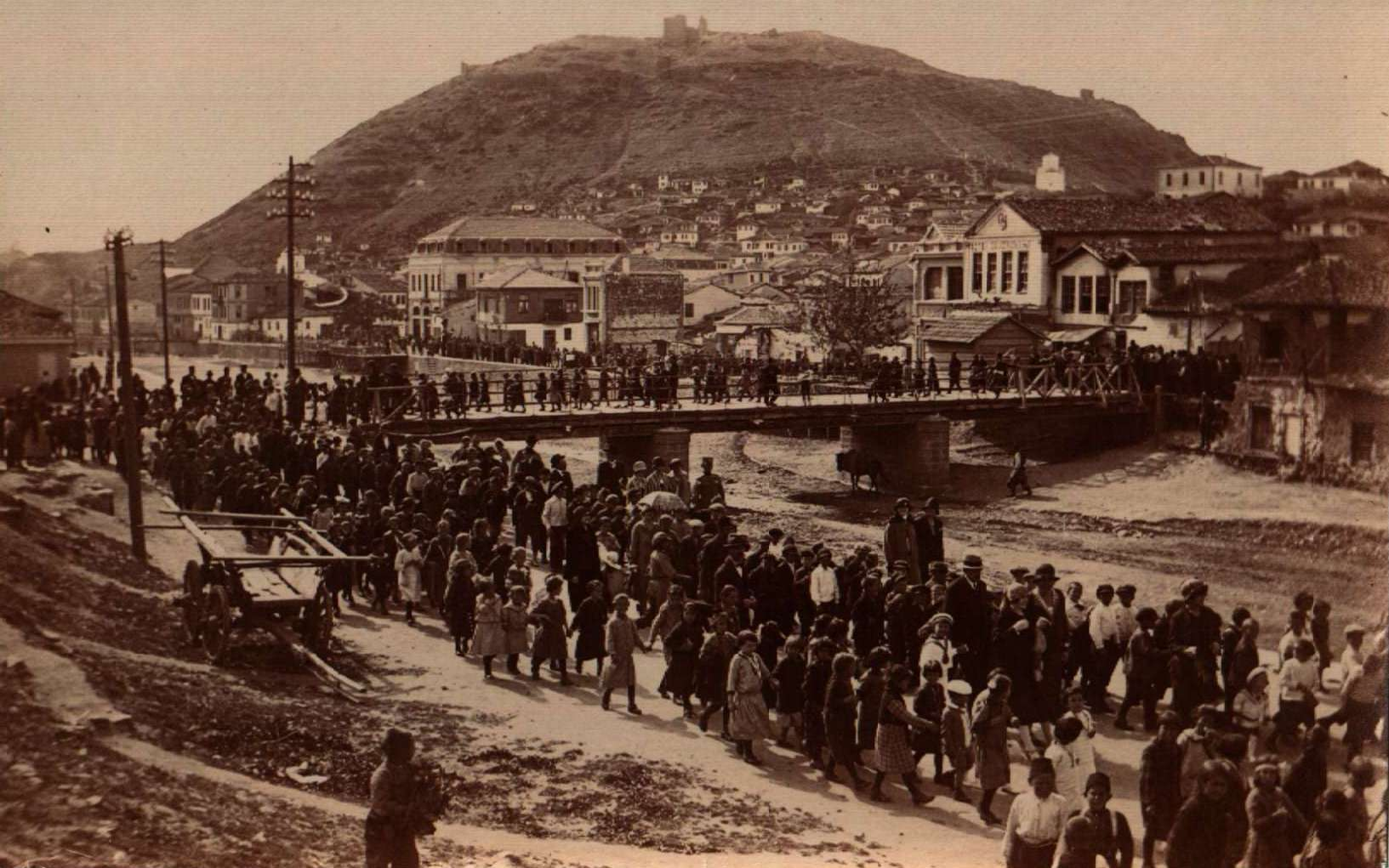
Štip en 1926. Fuente: Agencia Estatal de Archivos de Bulgaria.

De 1929 a 1941, Štip formó parte de la Banovina de Vardar del Reino de Yugoslavia.
El 6 de abril de 1941, cuando Yugoslavia fue atacada por la Alemania nazi, la ciudad fue bombardeada por los aviones alemanes que despegaron de Bulgaria. Durante la Segunda Guerra Mundial, las fuerzas búlgaras aliadas al Eje ocuparon la ciudad hasta principios de septiembre de 1944, después de lo cual fue tomada por las tropas alemanas. Štip fue retomado por el Ejército de Liberación Nacional de Macedonia y el nuevo ejército búlgaro aliado, que ahora forma parte de la coalición antieje el 8 de noviembre de 1944.
Así, el 8 de noviembre se celebra como el "Día de la Liberación" en la ciudad y el municipio de Štip, y es un día festivo que no funciona.

## Geografía
La ciudad se extiendo a lo largo del río Bregalnica a una altitud de 300 m sobre el nivel del mar. Hay un monasterio del siglo XIV y ruinas de un castillo.

## Población
Según el censo de 2002 la municipalidad de Štip tiene 47.796 habitantes. En la ciudad, además de la población macedonios (87.2%) gitanos (4.6%), aromunes (4.3%) y turcos (2.7%).

## Personajes ilustres
- Aleksandar Balabanow, lingüista búlgaro.
- Kiro Gligorov, primer presidente de la independiente República de Macedonia del Norte.
- Nikola Kljusev, economista y político macedonio.
- Iwan Michajlow, Líder de la Organización Interna Revolucionaria de Macedonia.
- Liubomir Miletich, lingüista búlgaro.
- Mihail, exlíder de la iglesia ortodoxa macedonia.
- Aco Šopov, poeta macedonio.
- Dragoslav Sekularac futbolista de élite.